# Кнышин
Кнышин (бел. Кнышын), (пол. Knyszyn) — город в Польше, входит в Подляское воеводство, Монькский повят. Имеет статус городско-сельской гмины. Занимает площадь 3,68 км². Население — 2782 человека (на 2017 год).
Согласно переписи 1897 года из 3864 жителей своим родным языком считали: 1882 (48,7 %) — еврейский, 1317 (34,1 %) — польский, 403 (10,4 %) — великорусский, 115 (3 %) — немецкий, 77 — малорусский, 62 — чувашский. 

## История
25 ноября 1940 года Кнышин стал центром Кнышинского района Белостокской области БССР.